# 紹聖
紹聖（1094年四月十二日—1098年五月三十日）是宋哲宗赵煦的第二个年号。北宋使用这个年号共四年。

## 年號含義
“绍”意思是“继承”，“圣”是指先父宋神宗皇帝，也就是否定高太后执政时的“元祐更化”，延續父皇未完的改革熙寧變法。

## 改元
- 元祐九年——四月十二日，有詔改元紹聖。[2][3]
- 紹聖五年——五月十九日，有詔六月一日起改元元符。[4][5][6]

## 紀年對照表
| 紹聖 | 元年   | 二年   | 三年   | 四年   | 五年   |
| ---- | ------ | ------ | ------ | ------ | ------ |
| 公元 | 1094年 | 1095年 | 1096年 | 1097年 | 1098年 |
| 干支 | 甲戌   | 乙亥   | 丙子   | 丁丑   | 戊寅   |

## 大事记
- 绍圣四年——女真族完颜部建立“阿勒锦”村，是哈尔滨的前身。
- 绍圣四年——苏轼被贬到海南。

## 逝世
- 绍圣四年——文彦博，北宋政治家
- 绍圣四年——韩缜，北宋诗人
- 绍圣四年——沈括，北宋学者
- 绍圣四年——孔武仲，北宋文人

## 同期存在的其他政权年号
- - 大安（1085年－1094年）：辽朝—辽道宗耶律洪基之年號
  - 寿昌（1095年－1101年）：辽朝—辽道宗耶律洪基之年號
  - 天祐民安（1090年－1097年）：西夏—夏崇宗李乾順之年號
  - 永安（1098年－1100年）：西夏—夏崇宗李乾順之年號
  - 天祐（1091年－1094年）：大理—段正明之年號
  - 上治（1095年）：大中—高升泰之年號
  - 天授（1096年）：大理—段正淳之年號
  - 明开（1097年－1102年）：大理—段正淳之年號
- 越南
  - 會豐（1092年－1100年）：李朝—李乾德之年號
- 日本
  - 寬治（1087年－1095年）：堀河天皇之年号
  - 嘉保（1095年－1096年）：堀河天皇之年号
  - 永長（1096年－1097年）：堀河天皇之年号
  - 承德（1097年－1099年）：堀河天皇之年号

## 深入閱讀
- 李崇智. . 北京: 中華書局. 2004年12月. ISBN 7101025129.
- 鄧洪波. . 臺北: 國立臺灣大學東亞經典與文化研究計劃. 2005年3月  [2021-11-19]. ISBN 9789860005189. （原始内容 (pdf)存档于2007-08-25）.

| 前一年號： 元祐 | 北宋年号 | 下一年號： 元符 |